# 八十七神仙卷
八十七神仙卷是一幅绢本水墨白描人物手卷，现藏于在徐悲鸿纪念馆。原画无署名无款识。1937年，中国画家徐悲鸿在香港购得此画后，定名为《八十七神仙卷》。徐悲鸿认为此画可能是唐代画圣吴道子所画的粉本（草稿），而张大千和谢稚柳则认为与晚唐风格相近，徐邦达、杨仁恺等人则认为是南宋摹本，是对北宋武宗元《朝元仙仗图》的临摹。